# Septimus
Septimus är en ort i Australien. Den ligger i kommunen Mackay och delstaten Queensland, omkring 820 kilometer nordväst om delstatshuvudstaden Brisbane. Antalet invånare är 392.
Trakten runt Septimus är nära nog obefolkad, med mindre än två invånare per kvadratkilometer.. Det finns inga andra samhällen i närheten.
Omgivningarna runt Septimus är huvudsakligen savann. Genomsnittlig årsnederbörd är 1 268 millimeter. Den regnigaste månaden är mars, med i genomsnitt 354 mm nederbörd, och den torraste är september, med 10 mm nederbörd.